# Chó Rastreador Brasileiro
Chó Rastreador Brasileiro (tiếng Anh: Brazil Tracker) là một giống chó có nguồn gốc từ Brazil, lần đầu tiên được công nhận bởi Fédération Cynologique Internationale năm 1967, nhưng sau đó một ổ dịch bệnh kết hợp với một lần bị quá liều thuốc trừ sâu đã xóa sổ toàn bộ cá thể còn sót lại của giống chó này. FCI và Câu lạc bộ Chăm sóc Chó Brazil (Confederação Brasileira de Cinofilia) sau đó tuyên bố rằng giống chó này đã tuyệt chủng vào năm 1973 và đã xóa tên nó khỏi danh mục loài. Kể từ đó, những nỗ lực đã được thực hiện để tái tạo giống chó này. Chó Rastreador Brasileiro là một giống chó săn của loại chó săn mùi. Loài này cũng được biết đến với cái tên Chó Urrador (dựa trên tiếng kêu của nó) hoặc Chó Urrador Americano, liên quan đến những chó săn gấu Hoa Kỳ (Hoa Kỳ) trong bản chất dòng máu của nó.

## Tái tạo
Grupo de Apoio ao Resgate do Rastreador Brasileiro ở Brazil, một câu lạc bộ dành riêng cho việc phục hồi các giống chó của Brazil thiết lập một danh sách với mục tiêu nhận diện 40 con chó thuộc giống chó này với yêu cầu đòi hỏi sự chính xác để có thể được chứng nhận là một giống thành viên, và cuối cùng giống chó này một lần nữa được công nhận bởi Câu lạc bộ Chăm sóc Chó Brazil.
Sự phục hồi của giống chó này gặp khó khăn do sự tồn tại của rất ít con chó thuần chủng và thiếu những người quan tâm đến việc khôi phục di sản văn hóa và di truyền thực sự của giống chó Brazil. Tuy nhiên, giống chó này được liệt kê bởi nhiều câu lạc bộ chăm sóc chó nhỏ và tổ chức chó ở Bắc Mỹ, để quảng cáo với vai trò là một giống hiếm cho những người tìm kiếm một con vật cưng khác thường.